# La Bazouge-de-Chemeré
La Bazouge-de-Chemeré es una población y comuna francesa, en la región de Países del Loira, departamento de Mayenne, en el distrito de Laval y cantón de Meslay-du-Maine.

## Demografía
| 656 | 592 | 494 | 447 | 406 | 443 |
| Para los censos de 1962 a 1999 la población legal corresponde a la población sin duplicidades (Fuente: INSEE [Consultar]) |     |     |     |     |     |